# Эль-Хаббания (озеро)
Эль-Хабба́ния (араб. بحيرة الحبانية‎) — крупное солёное озеро в центральной части Ирака.

## Расположение
Расположено в центральной части страны на территории мухафазы Анбар (в крайней восточной её части) в 75 километрах к западу от Багдада между двумя крупнейшими водоёмами страны — Тартар (в 40 километрах к северу) и Эль-Мильх (в 20 километрах к югу). Северная часть озера вплотную прилегает к крупнейшей реке страны — Евфрату, соединяясь с ним двумя небольшими протоками. Площадь озера — 140 км², одно из пяти крупнейших озёр страны. Объём озера Эль-Хаббания — 3,25 км³.
Озеро лежит в пустынной местности Месопотамской низменности, лишь северное, прилегающее к Евфрату побережье озера густонаселено и покрыто участками плантаций финиковых пальм. С западных возвышенностей, высотой до 100 метров, в озеро впадает несколько безымянных пересыхающих ручьёв. Из южной части озера начинается канал Маджарра, соединяющей Эль-Хаббанию с Бахр-эль-Мильх. В этом месте вдоль побережья озера сооружена дамба Маджарра протяжённостью около 8,5 километра.

## Описание
Имеет неровную вытянутую с юго-запада на северо-восток форму длиной 18 километров и шириной до 10 километров. Берега пологие. В северной части — несколько небольших островов.
На северном побережье озера расположены города Эр-Рамади — административный центр мухафазы Анбар, Эль-Хаббания и, чуть восточнее, Фаллуджа. По северному берегу озера проходит автомобильная трасса № 10-12, соединяющая Багдад с Сирией и Иорданией. Кроме того, вокруг озера проложена окружная трасса.